# Myospila dubia
Myospila dubia este o specie de muște din genul Myospila, familia Muscidae. A fost descrisă pentru prima dată de Stein în anul 1920. Conform Catalogue of Life specia Myospila dubia nu are subspecii cunoscute.